# یاخووو
یاخووو (به لاتین: Jachowo) یک روستا در لهستان است که در گمینا للکووو واقع شده‌است.